# Roboking
Roboking war ein deutschlandweiter Robotikwettbewerb für Schüler. Der Schwierigkeitsgrad der Aufgaben wird dabei so gewählt, dass insbesondere Einsteigern eine Teilnahme ermöglicht wird.
Der Wettbewerb fand im April 2004 zum ersten Mal statt und wurde jährlich von der Professur für Prozessautomatisierung der TU Chemnitz organisiert. Ziel war es, einen eigenen, autonom agierenden Roboter zu konstruieren. Jedes Jahr gab es eine neue Aufgabenstellung. Die Teilnehmer hatten etwa 10 Monate Zeit, die Aufgabe zu lösen. Hierfür standen den maximal fünfköpfigen Teams, die von einem erwachsenen Teamleiter unterstützt wurden, je ein Budget in Höhe von 350 € zur Verfügung. Der Roboter durfte nach dem Wettbewerb behalten werden. Beim Roboking 2007 gab es erstmals die Möglichkeit, dass beliebig viele selbstfinanzierte Teams teilnahmen.
Nach etwa einem halben Jahr bestand auf einem Zwischenwettbewerb die Möglichkeit, sich mit den anderen Teams zu vergleichen. Auf diesem Vorausscheid mussten sich die Teilnehmer für die Finalrunde qualifizieren. Das Finale und die Siegerehrung fanden in den Jahren 2004 und 2005 auf der Hannover-Messe statt. 2006 und 2007 hatte das Finale auf der CEBIT in Hannover stattgefunden.
Im Jahr 2008 hat der letzte Wettbewerb stattgefunden. Der Wettbewerb 2009 wurde am Ende der Anmeldephase abgesagt. Einige ausschlaggebende Gründe dafür waren eine zu geringe Teilnehmerzahl sowie zu wenige Sponsoren aus der Industrie.

## Die Aufgabe 2004
Der erste Wettbewerb wurde von Juni 2003 bis April 2004 ausgetragen. Die Aufgabe bestand darin, einen Roboter zu bauen, welcher sich in einem Labyrinth zurechtfinden konnte. Bei dem Endwettbewerb traten jeweils zwei Teams gegeneinander an, um in diesem Labyrinth Leuchtbojen zu finden und auf ihre Spielfarbe umzuschalten.

## Die Aufgabe 2005
2005 ging es darum, im Wettstreit mit einem anderen Roboter innerhalb von fünf Minuten so viele Tennisbälle wie möglich in die Heimatbasis zu bringen. Der Roboter konnte außerdem durch Drücken eines Schalters die gegnerische Basis leeren und somit wieder Punkte, die man für jeden Ball in der Basis bekam, wegnehmen.
Die Roboter unterlagen bestimmten Kriterien, wie z. B. einer Umfangsbeschränkung, waren aber trotzdem sehr individuell. Die Aufgabe erschwerte sich im Vergleich zum Vorjahr ein wenig, da nun z. B. der Boden des Spielfeldes nicht mehr mit Orientierungslinien versehen war.

## Die Aufgabe 2006
2006 bestand die Aufgabe darin, den Roboter so zu programmieren, dass er auf der einen Seite des Spielfeldes Steine aufladen und durch einen Hindernisparcours mit einer Brücke, einer Schlucht und einem Wald auf die andere Seite bringen kann. Dort entsteht die Burg des Königs, dessen Gold (Tennisbälle) man in der Vorjahresaufgabe sammeln musste. Die Wettkampfzeit betrug sieben Minuten.
Der Wettbewerb wurde erstmals auf der digital living parallel zur CEBIT ausgetragen.

## Die Aufgabe 2007
2007 bestand die Aufgabe darin, einen Roboter zu programmieren, der Tischtennisbälle auf die gegnerische Spielhälfte beförderte. Diese stellten Steine dar, daher auch der Name „Steinschlag im Gebirge“. Die Tischtennisbälle wurden von Tennisbällen angestoßen, was eine zusätzliche Unterscheidung der Bälle erforderte. Am Ende gewann das Team des Roboters, der möglichst wenig Steine auf seiner eigenen Spielhälfte liegen hatte.

## Die Aufgabe 2008
Unter dem Motto „Ritterspiele“ besteht 2008 die Aufgabe darin, einen Roboter so zu bauen und zu programmieren, dass er die auf dem Spielfeld zufällig verteilten Tennisbälle findet und in seine beiden Heimatbasen transportiert. Der Roboter kann außerdem durch Abreißen eines Ringes in der Spielfeldmitte die gegnerischen Basen entleeren. Sieger ist, wer nach Ablauf der Spielzeit die meisten Tennisbälle in seinen Basen hat.

## Die Aufgabe 2009
Die geplante Aufgabe sah vor, dass jeweils zwei Roboter gegeneinander angetreten wären und möglichst viele Holzwürfel von einem Startpunkt aus an verschiedenen Orte hätten bringen müssen. An jedem dieser Orte wäre am Ende die Anzahl der Würfel der beiden Teams gezählt worden. Für jeden Ort, an dem ein Team mehr Würfel gehabt hätte als das andere, gäbe es einen Punkt. Das Team mit den meisten Punkten hätte gewonnen.
Während der Anmeldephase wurde der Wettbewerb abgesagt.